# Kleine kruiskruidvedermot
De kleine kruiskruidvedermot (Platyptilia farfarellus) is een vlinder uit de familie vedermotten (Pterophoridae). De wetenschappelijke naam is voor het eerst geldig gepubliceerd in 1867 door Philipp Christoph Zeller.
De soort komt voor in Europa.

## Synoniemen
- Platyptilia benitensis Strand, 1912
- Platyptilia molopias Meyrick, 1906
  - Typelocatie: Sri Lanka.
- Platyptilia petila Yano, 1963
  - Typelocatie: Solomon Islands.
- Platyptilia periacta Meyrick, 1910 (gesynonymiseerd door Ustjuzhanin & Kovtunovich, 2013)
  - Typelocatie: South Africa, Cape Town.
- Platyptilia claripicta Fletcher, 1910 (gesynonymiseerd door Ustjuzhanin & Kovtunovich, 2013)
  - Typelocatie: Seychelles.